# بحري (ملاليين)
بحري هي إحدى مشيخات المملكة المغربية، تتبع جغرافيا لإقليم تطوان وإداريًا لملاليين. يقدر عدد سكانها بـ 1148 نسمة حسب الإحصاء الرسمي للسكان والسكنى لسنة 2004.